# Backup: Sextaszy / Second Hand
Backup: Sextaszy / Second Hand je dvojni kompilacijski album hrvaške glasbene skupine Jinx, ki je izšel leta 2010 v seriji "Backup" ob 15. obletnici založbe Aquarius.
Prva zgoščenka je ponovna izdaja debitantskega albuma skupine, Sextaszy, ki je izšel leta 1995, sicer pri založbi Fabris Audio. Sextaszy je bil neuspešen projekt skupine, vse skladbe z albuma so v angleščini, nobena izmed njih pa ne presega 5 minut trajanja. Album vsebuje zmes funka, popa in soula, skupina pa ga je posnela še v zasedbi brez trobil in pihal.
Druga zgoščenka pa je ponovna izdaja drugega albuma skupine, Second Hand, ki je izšel leta 1997 pri založbi Aquarius Records. Album vsebuje hit skladbe »Smijem se«, »Brazil«, »Zmija i zmaj«, »Ruke« in »Sve se jednom mora vratiti«.

## Seznam skladb
Avtor vseh skladb je Coco Mosquito. Vsi aranžmaji so delo skupine.

### Disk 1:Sextaszy
| Št.             | Naslov                           | Dolžina |
| --------------- | -------------------------------- | ------- |
| 1.              | „21st Century‟                   | 3:23    |
| 2.              | „Let's Talk About‟               | 2:28    |
| 3.              | „Little Devil‟                   | 2:33    |
| 4.              | „Good Times In Bed‟              | 5:15    |
| 5.              | „Push Me Down‟                   | 3:07    |
| 6.              | „Because‟                        | 2:53    |
| 7.              | „Gotta Get Away‟                 | 2:57    |
| 8.              | „Don't Be Affraid Of The Sharks‟ | 4:52    |
| 9.              | „Silver Surffer‟                 | 3:57    |
| 10.             | „Cheater‟                        | 6:10    |
| Skupna dolžina: | Skupna dolžina:                  | 37:35   |

### Disk 2:Second Hand
| Št.             | Naslov                       | Dolžina |
| --------------- | ---------------------------- | ------- |
| 1.              | „Astro Party‟                | 4:19    |
| 2.              | „Vikendboj‟                  | 3:24    |
| 3.              | „Brazil‟                     | 4:03    |
| 4.              | „Sve se jednom mora vratiti‟ | 5:36    |
| 5.              | „Smijem se‟                  | 3:35    |
| 6.              | „Čuvar močvara i trava‟      | 3:01    |
| 7.              | „Do kraja vremena‟           | 3:54    |
| 8.              | „Ruke‟                       | 3:22    |
| 9.              | „Zmija & zmaj‟               | 3:59    |
| Skupna dolžina: | Skupna dolžina:              | 35:13   |

## Osebje

### Jinx
- Coco Mosquito – kitare, govor
- Kiky the Kid – bobni, tolkala (Sextaszy)
- Goony – bas (Sextaszy)
- Mr. Goody – klaviature
- Yaya – vokali
- Berko – bobni (Second Hand)
- Samir – električni bas (Second Hand)
- Džemo – trobenta (Second Hand)
- Jakša – saksofon (Second Hand)
- Neno – trombon (Second Hand)